# Pozzo d'Antullo

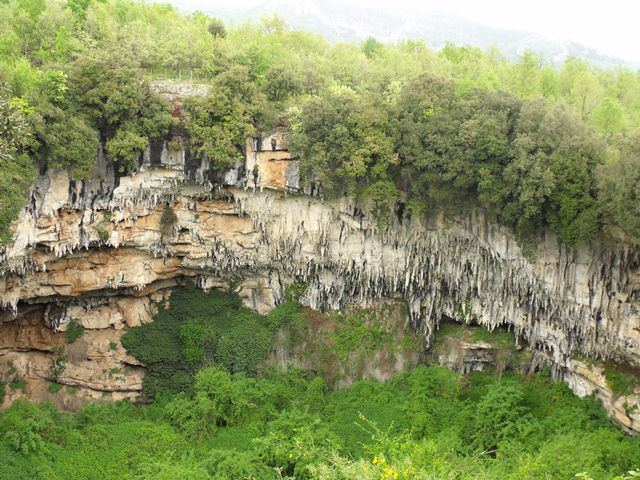
Panoramica in cui si vedono le stallattiti

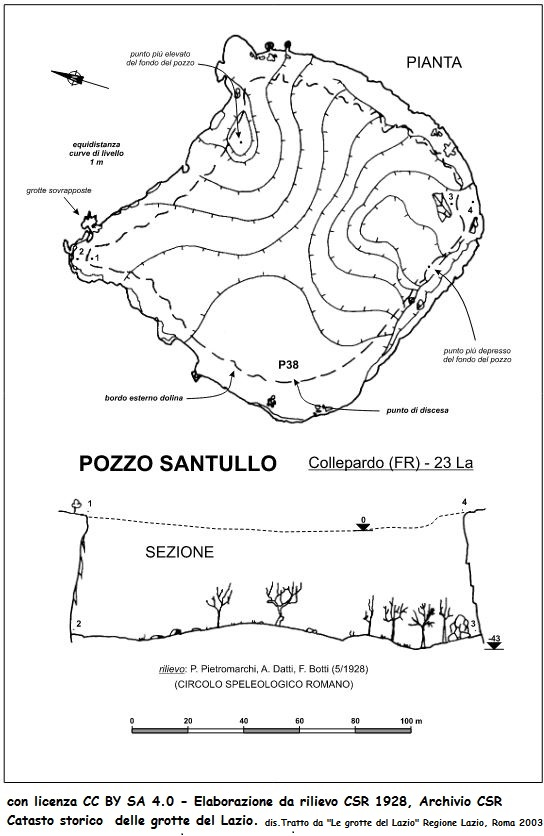
da :Le grotte del Lazio- Giovanni Mecchia, Marco Mecchia, Maria Piro, Maurizio .Barbati -Regione Lazio-ARP

Il Pozzo d'Antullo o Pozzo Santullo è una dolina carsica che si trova sui Monti Ernici, nel comune di Collepardo.

## Descrizione
Il Pozzo d'Antullo è una grande voragine carsica -con una profondità massima di 43 m, e con perimetro esterno di circa 340 m. e uno interno, al fondo, di 400 m.- originata dallo sprofondamento del suolo legato ai fenomeni di carsismo della zona, che si ritrovano anche nelle vicine grotte dei Bambocci, note anche come Grotte di Collepardo o Regina Margherita,
Nel fondo del pozzo, coperto da vegetazione, sono presenti delle curiose stalattiti curve, generate probabilmente dal vento proveniente dai cunicoli laterali che modificano la deposizione dei cristalli di calcare.

Il Gregorovius, che visitò «lo strano pozzo nelle rocce di Santulla» nel 1858, così lo descrisse nella sua opera Passeggiate per l'Italia: 
Fu esplorato agli inizi del 1800 dal geologo Paolo Spadoni che vi si calò per mezzo di una fune insieme a due contadini e ipotizzò per primo un collegamento con la vicina Grotta di Collepardo. Anche lo speleologo francese Édouard Alfred Martel, che discese nella voragine nel 1903, ipotizzò questo collegamento, che però non venne mai dimostrato. Nel 1928 gli speleologi del Circolo Speleologico Romano ne effettuarono la topografia, che viene riportata in questa pagina.

## Leggenda
La leggenda vuole che sulla superficie ci fosse un'aia il cui padrone, di nome Antullo, assieme ad alcuni contadini si permise di trebbiare il grano proprio nel giorno dell'Assunta, giorno sacro, e che il terreno fosse sprofondato proprio per punire quei contadini ed il loro padrone miscredente.